# ميخائيل فيش
ميخائيل فيش (بالإنجليزية: Michael Fish)‏ هو عالم أرصاد بريطاني، ولد في 27 أبريل 1944 في إيستبورن في المملكة المتحدة.

## وصلات خارجية
- الموقع الرسمي
- ميخائيل فيش على موقع IMDb (الإنجليزية)
- ميخائيل فيش على موقع قاعدة بيانات الفيلم (الإنجليزية)